# Mabel Lucie Attwell
Mabel Lucie Attwell (4 juin 1879 - 5 novembre 1964) est une illustratrice et dessinatrice britannique. Elle est connue pour ses dessins d'enfants, inspirés de sa fille. Ses dessins sont reproduits sur de nombreux supports, livres, mais aussi cartes postales, publicités, vaisselle, affiches et figurines.

## Biographie
Attwell est née à Mile End, Londres, le 4 juin 1879, sixième enfant de Augustus Attwell et Emily Ann. Elle étudie à Heatherley School of Fine Arts et à Saint Martin's School of Art, mais abandonne préférant les sujets imaginaires aux natures mortes et sujets classiques enseignés.
Elle commence sa carrière à l'âge de 16 ans, par des publications dans des magazines comme Tatler ou Bystander, et attire l'attention des agents d'artistes Francis et Mills. En 1908, elle épouse le peintre et illustrateur Harold Cecil Earnshaw (décédé en 1937), avec qui elle a une fille et deux fils. Son mari ayant été blessé pendant la Première Guerre mondiale, elle assure le soutien financier de la famille.
En 1925, elle devient membre de la Society of Women Artists.
Elle décède à Fowey, Cornouailles, le 5 novembre 1964. Après sa mort, sa fille Marjorie poursuit l'exploitation de sa société.

## Œuvres
La carrière d'Attwell débute par l'illustration de magazines, activité qu'elle poursuit toute sa vie, mais vers 1900, elle reçoit des commandes pour l'illustration de livres, notamment par les éditeurs W & R Chambers, ainsi que Raphael Tuck & Sons. À ses débuts, son style s'inspire d'autres artistes, parmi lesquels son amie Hilda Cowham (en), Jessie Willcox Smith, John Hassall et William Heath Robinson. À partir de 1914, elle développe son propre style et sa marque, avec des nouveau-nés potelés et câlins, qui sont reproduits sur un large éventail de produits : livres, cartes, calendriers, équipements pour pouponnières, vaisselle et poupées.
Attwell illustre les contes classiques pour enfants tels que Mother Goose (1910), Alice au pays des merveilles (1911), les contes de fées d'Hans Andersen (1914), The Water Babies de Charles Kingsley (1915), et une édition de Peter Pan et Wendy de J. M. Barrie, abrégée et écrite par May Byron (1921). Les illustrations d'Attwell attire l'attention de la reine Marie de Roumanie, qui écrit des livres pour enfants et des nouvelles en anglais. Lucie Attwell est invitée à passer plusieurs semaines au palais royal de Bucarest en 1922. Elle illustre deux longues histoires de la reine, qui sont publiées par Hodder et Stoughton.
Attwell publie des illustrations pour des  magazines populaires tels que Tatler, The Bystander, The Daily Graphic et The Illustrated London News. Elle produit des illustrations publicitaires pour la marque Vim de la société Lever, ainsi que des cartes de vœux illustrées. Au cours des années 1910, Attwell produit des affiches pour la marque London Transport.
La parution annuelle de Lucie Attwell Annual s'étend de 1922 à 1974, et la publication se poursuit dix ans après sa mort, grâce à une large réutilisation de ses images.
En 1926, la société Shelley Potteries sollicite Attwell pour illustrer des porcelaines pour enfants, à la suite du succès des porcelaines décorées par Hilda Cowham (en). Les six premiers dessins d'Attwell représentent des scènes impliquant des enfants, des animaux et de petits elfes verts surnommés « Boo Boos »,. Attwell poursuit sa production de décors pour les articles Shelley jusque dans les années 1960.

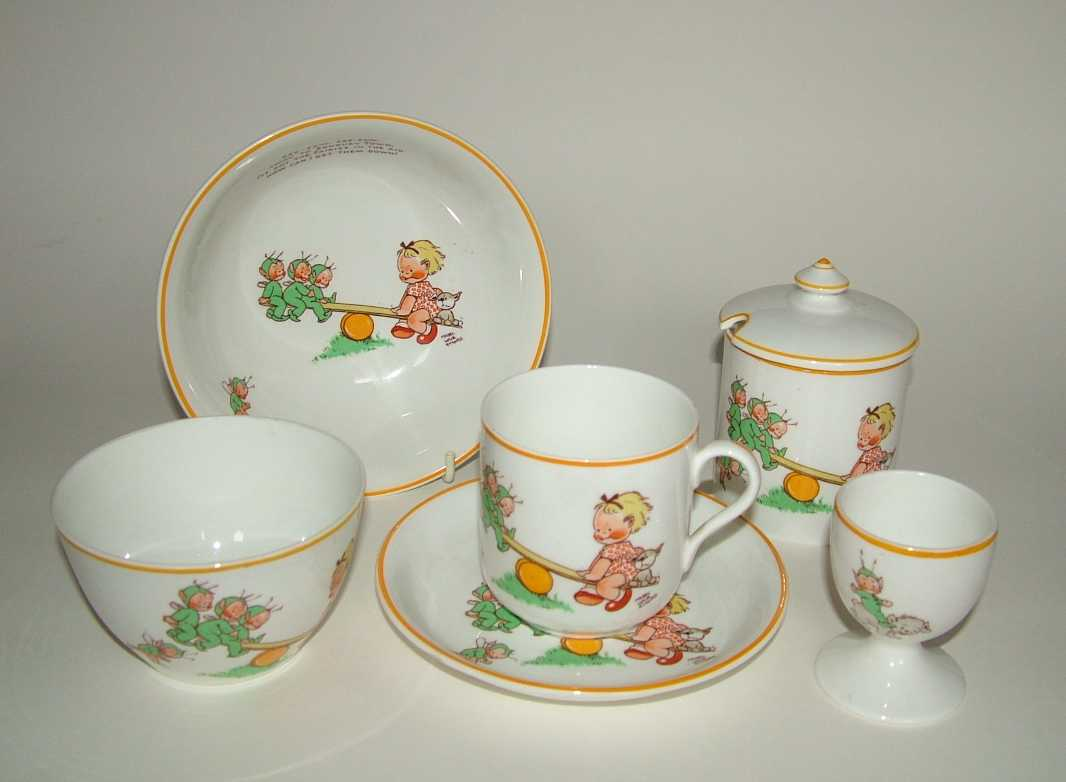
Articles pour enfants conçus par Mabel Lucie Attwell

Elle continue à travailler pendant la seconde guerre mondiale, dans un immeuble vide situé près de la Tamise. Fidèle à son style, elle y dessine des cartes postales montrant des enfants affectueux et charmeurs. Les textes qui sous-titrent ces cartes sont destinés à réconforter les anglais qui subissent les bombardements.
En 1943, Attwell publie sa propre bande dessinée, intitulée Wot A Life, dans le magazine Playbox, publié par Amalgamated Press, fondé par Alfred Harmsworth, à la fin du XIXe siècle,.
Le style graphique de Lucie Attwell se caractérise par des courbes arrondies, l'expression naïve des personnages, le plus souvent des enfants, et des couleurs douces. Ses illustrations de contes, tels Alice au pays des merveilles ouThe Water-Babies, reflètent le changement observé dans le genre féérique depuis la fin de l'ère victorienne, vers des versions édulcorées et plus sentimentales.

## Publications

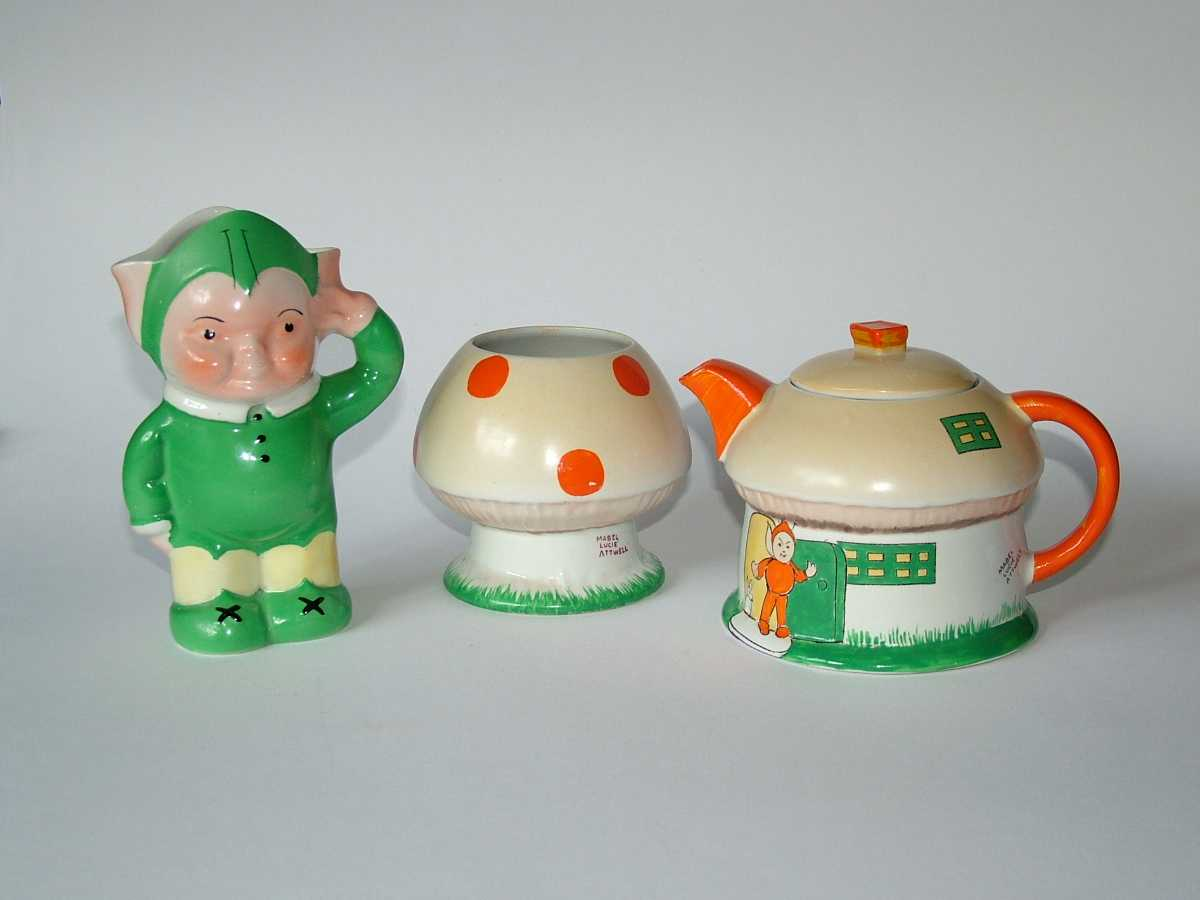

- The Boo-Boos Series, Valentine, 1921-1922
- Lucie Attwell's Annual, Partridge, 1922-1926
- Baby's Book, Raphael Tuck, 1922
- Lucie Attwell's Children's Book, Dean, 1927-1932
- Lucie Attwell's Annual, Dean, (1926 ou 1927?)-1974
- Lucie Attwell’s Painting Books, Dean, 1934
- Lucie Attwell’s Great Big Midget Books, Dean, 1934-1935
- Story Books, Dean, 1943-1945
- Jolly Book, 1953
- Nursery Rhymes Pop-up Book, 1958
- Book of Verse, 1960
- Book of Rhymes, Dean, 1962